# Llista de plaques commemoratives de Barcelona (Eixample)
Llista de plaques commemoratives del districte de l'Eixample de Barcelona catalogades per l'Ajuntament de Barcelona com a art públic per ser manifestacions de decòrum o de memòria de la ciutat.
| Títol                                                 | Inscripció | Autor/Data                                                         | Material                                    | Localització | Codi          | Imatge |
| ----------------------------------------------------- | --- | ------------------------------------------------------------------ | ------------------------------------------- | --- | ------------- | --- |
| Bar Oller                                             | BAR OLLER / DES DE 1929 / EN RECONEIXENÇA DEL SEU / ARRELAMENT A LA CIUTAT Ajuntament de Barcelona / Institut del Paisatge Urbà / i la Qualitat de Vida | Disseny: Jordi Batalla i Xavier Boronat 2006                       |                                             | Pg. Sant Joan, 146 41° 24′ 07″ N, 2° 10′ 00″ E / 41.40191°N,2.16678°E                                                                             | 08019/1255-3  | Bar Oller · Vegeu més fotos d'aquesta obra · Carregueu una nova foto d'aquesta obra                              |
| Llibreria Ona                                         | LLIBRERIA ONA / DES DE 1962 / EN RECONEIXENÇA AL SEU ARRELAMENT A LA CIUTAT Ajuntament de Barcelona / Institut del Paisatge Urbà / i la Qualitat de Vida | Disseny: Jordi Batalla i Xavier Boronat 2006                       |                                             | Gran Via de les Corts Catalanes, 654 41° 23′ 27″ N, 2° 10′ 14″ E / 41.3908°N,2.17058°E                                                            | 08019/1255-4  | Llibreria Ona · Carregueu una nova foto d'aquesta obra                                                           |
| Joan Maragall                                         | | 2004                                                               | bronze                                      | C. Provença, 187 41° 23′ 29″ N, 2° 09′ 25″ E / 41.39144°N,2.15704°E                                                                               | 08019/1754-3  | Joan Maragall · Carregueu una nova foto d'aquesta obra                                                           |
| Albert Einstein                                       | Albert Einstein / (Ulm, 1879 - Princetown, Nova Jersey 1955) / Visità Barcelona i l'Escola / Industrial el febrer de 1923 / Barcelona, 30 de novembre de 2005 / Any mundial de la Física / Ajuntament de Barcelona | 2005                                                               | bronze                                      | C. Comte d'Urgell, 187 -accès principal- 41° 23′ 20″ N, 2° 08′ 58″ E / 41.38899°N,2.14933°E                                                       | 08019/1754-6  | Albert Einstein · Carregueu una nova foto d'aquesta obra                                                         |
| Carmen Laforet                                        | Carmen Laforet / (Barcelona 1921-Madrid 2004) / Escriptora / Va néixer en aquesta casa, / Font d'inspiració de la seva / Primera novel·la Nada / Ajuntament de Barcelona | 2006                                                               | bronze                                      | C. Aribau, 36 41° 23′ 14″ N, 2° 09′ 39″ E / 41.387320°N,2.160873413°E                                                                             | 08019/1754-8  | Carmen Laforet · Carregueu una nova foto d'aquesta obra                                                          |
| Editorial Gustavo Gili                                | Editorial / Gustavo Gili / Empresa fundada l'any 1902 / que s'ha distingit per / l'edició de llibres / d'art, disseny i arquitectura / Ajuntament de Barcelona | c 2006                                                             | bronze                                      | C. Rosselló, 87-89 41° 23′ 11″ N, 2° 08′ 50″ E / 41.38642°N,2.14711°E                                                                             | 08019/1754-16 | Editorial Gustavo Gili · Carregueu una nova foto d'aquesta obra                                                  |
| August Pi i Sunyer                                    | En aquesta casa va viure / AUGUST PI I SUNYER / Il·lustre metge i científic / (Barcelona 1879 - Mèxic 1965) / Enterrat a Roses (Empordà) / Barcelona Ciència 2007 / Ajuntament de Barcelona | 2007                                                               | bronze                                      | C. Girona, 20 41° 23′ 30″ N, 2° 10′ 32″ E / 41.3916190°N,2.17564702°E                                                                             | 08019/1754-21 | August Pi i Sunyer · Carregueu una nova foto d'aquesta obra                                                      |
| Escola Moderna                                        | Antiga seu de l'Escola Moderna (1901 - 1906) / fundada per / Francesc Ferrer i Guàrdia (Alella, Maresme 1859 - Barcelona 1909) Un projecte educatiu per a la llibertat / i la justícia social Abril 2010 Ajuntament de Barcelona | 2010                                                               | bronze                                      | C. Bailèn, 56 41° 23′ 41″ N, 2° 10′ 26″ E / 41.39461°N,2.1739°E                                                                                   | 08019/1754-33 | Escola Moderna · Carregueu una nova foto d'aquesta obra                                                          |
| Carles C. Vidiella                                    | A IV D'OCTUBRE DE MCMXV / MORÍ EN AQUESTA CASA / ON HAVIA VISCUT XXXIII ANYS / EL MERAVELLÓS I SINGULAR / PIANISTA / CARLES C. VIDIELLA / QUE AMB EL SEU ART / PURÍSSIM ENNOBLÍ EL / SENTIT / MUSICAL DE LA / NOSTRA TERRA / IN MEMORIAM MCMXXXI | Escultor: Rafael Solanich 1931, col·locada 1932                    | pedra calcària                              | C. Pau Claris, 114 41° 23′ 31″ N, 2° 10′ 06″ E / 41.392°N,2.16829°E                                                                               | 08019/2701-1  | Carles C. Vidiella · Carregueu una nova foto d'aquesta obra                                                      |
| Ramon Trias Fargas                                    | EN AQUESTA CASA / VA NEIXER, VIURE I MORIR / RAMON TRIAS I FARGAS / 1922 - 1989 / ECONOMISTA I POLITIC / QUE FOU DIPUTAT I SENADOR / REGIDOR DE L'AJUNTAMENT DE BARCELONA / CONSELLER DE LA GENERALITAT DE CATALUNYA | Escultor: Puigdoller, signada JPO Disseny: María Luisa Aguado 1990 | bronze                                      | Rambla Catalunya, 47 41° 23′ 25″ N, 2° 09′ 51″ E / 41.39041°N,2.16419°E                                                                           | 08019/2702-1  | Ramon Trias Fargas · Carregueu una nova foto d'aquesta obra                                                      |
| Joaquim Malats                                        | EN AQUESTA CASA EL / SEV FOGAR ARTÍSTIC, / PLORAT PER L'ART I / PER CATALUNYA, VA / DEIXAR D'EXISTIR EL / GRAN PIANISTA / EN JOAQUIM MALATS / EL DIA 22 D'OCTUBRE / DE 1912 | Escultors: Llucià Oslé, Miquel Oslé 1913                           | marbre                                      | Gran Via de les Corts Catalanes, 667 41° 23′ 39″ N, 2° 10′ 27″ E / 41.39407°N,2.17403°E                                                           | 08019/2703-1  | Joaquim Malats · Carregueu una nova foto d'aquesta obra                                                          |
| Tete Montolíu, Vicenç Montoliu i Massana              | En aquesta casa va néixer, viure / i morir el pianista català de jazz / Vicenç Montoliu i Massana, / TETE MONTOLIU / 1933-1997 / Ajuntament de Barcelona | Disseny: María Luisa Aguado 1998                                   | acer inoxidable                             | C. Muntaner, 83A 41° 23′ 16″ N, 2° 09′ 27″ E / 41.3879°N,2.15763°E                                                                                | 08019/2705-1  | Tete Montolíu · Carregueu una nova foto d'aquesta obra                                                           |
| Manifest de Barcelona                                 | MANIFEST DE BARCELONA / NOSALTRES / DIRECTORS DE CINEMA EXIGIM: / COM A DRET MORAL / QUE LES NOSTRES OBRES ARRIBIN / A L'ESPECTADOR / TAL I COM FÒREN CONCEBUDES / ORIGINÀRIAMENT. George Sidney / 1988 / André Delvaux / 1988 | Disseny:Beth Galí 1988                                             | placa de marbre blanc amb lletres de llautó | Rambla Catalunya, entre Còrsega i Diagonal 41° 23′ 44″ N, 2° 09′ 27″ E / 41.39547°N,2.15742°E                                                     | 08019/2706-1  | Manifest de Barcelona (Beth Galí) · Vegeu més fotos d'aquesta obra · Carregueu una nova foto d'aquesta obra      |
| Placa del Cercle d'Or                                 | Font del Cercle d'Or / Símbol de l'Associació des de 1994. Novembre 2000 | Disseny: Enric Pericas 2000                                        | granit negre                                | C. Consell de Cent 41° 22′ 48″ N, 2° 09′ 04″ E / 41.38002°N,2.15119600°E                                                                          | 08019/2707-1  | Placa del Cercle d'Or · Carregueu una nova foto d'aquesta obra                                                   |
| Moviment Cultural Sargadelos                          | La ciutat de Barcelona / als ideòlegs i propulsors / del moviment cultural Sargadelos / Isaac Díaz Pardo / Luis Seoane / 2 d'octubre 2001 | 2001                                                               | bronze                                      | C. Provença, 274 41° 23′ 38″ N, 2° 09′ 37″ E / 41.39381°N,2.16041°E                                                                               | 08019/2708-1  | Moviment Cultural Sargadelos · Carregueu una nova foto d'aquesta obra                                            |
| Salvador Espriu                                       | FUNDADA SOTA EL SIGNE / DE LA MAGNANIMITAT, / LA NOSTRA CASA SERÀ / SENSE CAP CLAUDICACIÓ / FIDEL AL SEU ALT DESTÍ. / I COSES GLORIOSES HAN / ESTAT, SÓN I SERAN DITES / DE TU, ALMA MATER. / SALVADOR ESPRIU 9 – X – 1980 | Escultor: Josep Maria Subirachs 1986                               | pedra calcària                              | Gran Via de les Corts Catalanes, 585, Jardins de la Universitat 41° 23′ 12″ N, 2° 09′ 48″ E / 41.3865365°N,2.163373231°E                          | 08019/2709-1  | Salvador Espriu · Carregueu una nova foto d'aquesta obra                                                         |
| Montserrat Roig                                       | A Montserrat Roig / L'Amical de Mauthausen en agraïment per la seva / lluita contra l'oblit i a favor de la memòria de l'antifeixisme. / Amical de Mauthausen El Consell de Dones del Districte de l'Eixample en gratitud / per la seva aportació en el reconeixement social de les dones. / Consell de Dones Districte de l'Eixample En el desè aniversari de la seva mort. / Ajuntament de Barcelona. Districte de l'Eixample / 10 de novembre de 2001 | 2001                                                               | acer inoxidable                             | Jardins Montserrat Roig, accés per c. Rosselló, 484 41° 24′ 32″ N, 2° 10′ 42″ E / 41.40899°N,2.1784°E                                             | 08019/2710-1  | Montserrat Roig · Carregueu una nova foto d'aquesta obra                                                         |
| Club Esportiu Europa                                  | EN ELS BAIXOS / D'AQUESTA CASA, / FOU FUNDAT EL / 5 DE JUNY DE 1907 / EL / CLUB ESPORTIU EUROPA / 75 ANIVERSARI - 5 JUNY 1982 | 1982                                                               | marbre blanc                                | C. Sicília, 290 41° 24′ 05″ N, 2° 10′ 26″ E / 41.40151°N,2.17379°E                                                                                | 08019/2711-1  | Club Esportiu Europa · Carregueu una nova foto d'aquesta obra                                                    |
| Emili Mira                                            | El doctor / EMILI MIRA I LÓPEZ / 1896 - 1964 / Insigne psiquiatre, capdavanter de la Salut / Mental a Catalunya visqué en aquesta casa. / HOMENATGE DEL COL·LEGI OFICIAL DE METGES DE BARCELONA / AMB MOTIU DEL I CONGRÉS CATALÀ DE SALUT MENTAL / Barcelona, 13 de desembre del 1999 | 1999                                                               | granit gris                                 | Rambla Catalunya, 35 41° 23′ 23″ N, 2° 09′ 54″ E / 41.3897034°N,2.1650576°E                                                                       | 08019/2713-1  | Emili Mira · Carregueu una nova foto d'aquesta obra                                                              |
| Josep M. López Picó                                   | EN AQUESTA CASA VA VIURE / JOSEP M. LOPEZ-PICÓ / 1886 - 1959 / HOMENATGE AL POETA | Escultor: Josep Maria Subirachs 1988                               | travertí                                    | Rambla Catalunya, 121 41° 23′ 41″ N, 2° 09′ 30″ E / 41.39465°N,2.15838°E                                                                          | 08019/2714-1  | Josep M. López Picó · Carregueu una nova foto d'aquesta obra                                                     |
| Teodoro Moscoso                                       | EN ESTA CASA NACIO EL 26 DE NOVIEMBRE DE 1.910 / DON TEODORO MOSCOSO. EMBAJADOR DE LOS EE.UU. / MINISTRO DE INDUSTRIA E IMPULSOR DEL / DESARROLLO ECONOMICO EN PUERTO RICO | 1984                                                               | granit                                      | Rambla Catalunya, 88 amb c. Mallorca, 249 41° 23′ 35″ N, 2° 09′ 41″ E / 41.39303°N,2.1613°E                                                       | 08019/2715-1  | Teodoro Moscoso · Carregueu una nova foto d'aquesta obra                                                         |
| Josep Trueta                                          | El doctor / JOSEP TRUETA / 1897-1977 / cirurgià il·lustre / visqué i morí en aquesta casa / Distingit per les seves aportacions en el coneixement de la / circulació renal i en el tractament de les ferides de guerra. / HOMENATGE DEL COL·LEGI OFICIAL DE / METGES DE BARCELONA / AMB MOTIU DE L'ANY DR. TRUETA / Barcelona, 12 de novembre de 1997 | 1997                                                               | granit gris                                 | Rambla Catalunya, 74 41° 23′ 32″ N, 2° 09′ 44″ E / 41.39219°N,2.16228°E                                                                           | 08019/2716-1  | Josep Trueta · Vegeu més fotos d'aquesta obra · Carregueu una nova foto d'aquesta obra                           |
| Alfons XII                                            | HANC ACADEMIAM BARCINONENSEM, / REGIA ELISABETH II MVNIFICENTIA A FVNDAMENTIS ERECTAM, / SVMMO HONORE AFECIT EIVS FILIVS, OPTIMVS, PIVS, CLEMENS, / FELIX PACIS AMATOR ET CONCILIATOR, INCLYTVS HISPANIARVM REX, / ALPHONSVS XII, / QVVM EAM INVISIT ANNO MDCCCLXXVII IV NON. MARTII / VT SAPIENTIAE SEDEM PRAENCIPVE, NECNON VT ARTVM TEMPLVM, VBI OMNIS GENERIS CIVITATIS HVIVS ET PROVINCIAE MANVFACTA, / GOSSYPINA, SERICA, FERRE, AREA, AD AGRICVLTVRAM, AD NAVALIA SPECTANTIA, / YDROPYRORGANA DENIQVE, MAGNA DILIGENTIA ET CVRA COLLECTA ET DISPOSITA ERANT. / AD ANIMI GRATI IGITVR SIGNIFICATIONEM IN AEVVM / MANSVRAM, HANC FAVSTISSIMAM REM TOTI ACADEMIAE SENTVI / IIVIC LAPIDI COMMENDARE | 1877                                                               | ciment                                      | Gran Via de les Corts Catalanes, 585 -vestíbul- 41° 23′ 12″ N, 2° 09′ 50″ E / 41.386644°N,2.1639847°E                                             | 08019/2719-2  | Alfons XII · Carregueu una nova foto d'aquesta obra                                                              |
| Al Govern Basc a Catalunya                            | EN AQUEST EDIFICI, DURANT LA GUERRA CIVIL / DE 1936-1939, VA RADICAR LA DELEGACIÓ / D'EUZKADI A CATALUNYA, QUE TANT VA / CONTRIBUIR A LES RELACIONS DE FRATERNA / AMISTAT ENTRE AMDÓS PAÏSOS I QUE VA DUR / A TERME UNA MERITÍSSIMA TASCA HUMANITÀRIA. ELS GOVERNS D'EUZKADI I CATALUNYA DEDIQUEN / AQUEST MEMORIAL ALS BASCOS I CATALANS / QUE VAN FER POSSIBLE LA REALITZACIÓ D'AQUELLA / COMESA- / 25 DE NOVEMBRE DEL 1983 ETXE HONETAN EGON ZEN 1936-TIK 1939-ARTEKO / GERRATE BITARTEAN EUZKADI-LO / ORDEZKARITZA KATALUNIAN, BI HERRIEN / ARTEKO ANAITASUNEZKO ETA AISKIDETASUNEZKO / HARREMANAK BULTZATU ETA GIZA-ALDEZKO / EKINITZA ESKERGARRI BAT BURUTU ZUENA. KATALUNIAKO ETA EUZKADIKO JAURLARITZEK / OROITZAPEN HAU ESKAINTZEN DIETE EGITEKO / HURA EGIZTATU ZUTEN KATALANDAR ETA / EUSKOTARREI. / 1983, KO AZAROAK 25. | 1983                                                               | marbre blanc                                | Pg. de Gràcia, 60 41° 23′ 34″ N, 2° 09′ 53″ E / 41.39277°N,2.16467°E                                                                              | 08019/2720-1  | Al Govern Basc a Catalunya · Carregueu una nova foto d'aquesta obra                                              |
| Roger de Llúria                                       | CALLE DEDICADA A / ROGER DE LAURIA / ALMIRANTE DE LA CORONA / DE CATALUÑA Y ARAGON, AL / SERVICIO DE PEDRO III, / ALFONSO III Y JAIME II. / VENCIO EN NAPOLES, ROSAS / Y CABO ORLANDO. MUERTO / EN VALENCIA EN 1305 / LA ASAMBLEA DE CAPITANES DE YATE A SU MEMORIA | Escultor: Joaquim Ros i Sabaté, signada c 1961                     | pedra calcària                              | C. Roger de Llúria, 103-111 41° 23′ 46″ N, 2° 09′ 54″ E / 41.39602°N,2.16492°E                                                                    | 08019/2724-1  | Roger de Llúria · Carregueu una nova foto d'aquesta obra                                                         |
| Santiago Rusiñol                                      | L'ARCA DE NOE EN EL / CINQUANTENARI DE LA MORT / DE SANTIAGO RUSIÑOL; / AMB RECONEIXEMENT I / RECORDANÇA DELS ANYS / VISCUTS EN AQUESTA CASA. / 13 JUNY 1931 - 13 JUNY 1981 | 1981                                                               | marbre blanc                                | Pg. de Gràcia, 96 41° 23′ 44″ N, 2° 09′ 41″ E / 41.39547°N,2.16134°E                                                                              | 08019/2725-1  | Santiago Rusiñol · Carregueu una nova foto d'aquesta obra                                                        |
| Francesc Pujol                                        | FRANCESC PUJOL I PONS / 15-5-1878 - 24-12-1945 / S'ESMERÇÀ EN LA DIGNITAT DEL / TREBALL I EL SABER PER LA MUSICA, / LA CULTURA I EL CIVISME DEL SEU / POBLE. | c 1995                                                             | pedra calcària                              | C. Pau Claris, 104 41° 23′ 28″ N, 2° 10′ 10″ E / 41.39121°N,2.16933°E                                                                             | 08019/2726-1  | Francesc Pujol · Carregueu una nova foto d'aquesta obra                                                          |
| Maria Mercè Marçal                                    | DIVISES A l'atzar agraeixo tres dons: haver nascut dona, / de classe baixa i nació oprimida. / I el tèrbol atzar de ser tres voltes rebel. / Cau de llunes, 1977 Emmarco amb quatre fustes / un pany de cel i el penjo a la paret. / Jo tinc un nom i amb guix l'escric. / Bruixa de dol, 1979 Maria Mercè Marçal ASSOCIACIÓ / DE VEÏNS I VEÏNES / DE L'ESQUERRA / DE L'EIXAMPLE Octubre de 2006-12-27 | 2006                                                               |                                             | C. Provença, 91-97 -jardins interiors- 41° 23′ 11″ N, 2° 08′ 58″ E / 41.386467°N,2.14954376°E                                                     | 08019/2729-1  | Maria Mercè Marçal · Carregueu una nova foto d'aquesta obra                                                      |
| Pere Bosch i Gimpera                                  | LIBERTAS PERFUNDET OMNIA LUCE / LA UNIVERSITAT DE BARCELONA / AL SEU RECTOR PERE BOSCH I GIMPERA / BARCELONA 1891 - MÈXIC 1974 |                                                                    | ceràmica                                    | Gran Via de les Corts Catalanes, 585 -Universitat de Barcelona- (entrada del Paranimf) 41° 23′ 13″ N, 2° 09′ 50″ E / 41.386813730°N,2.163823843°E | 08019/2735-1  | Pere Bosch i Gimpera · Carregueu una nova foto d'aquesta obra                                                    |
| Escut del rei Carles I, Portada dels Estudis Generals | ESCUT DEL REI CARLES I, AMB LES ÀGUILES DE LA CASA D'ÀUSTRIA, / FLANQUEJAT PER LES COLUMNES D'HÈRCULES AMB EL LEMA / PLUS ULTRA (1536 - 1559) / ESTIGUÉ ENCASTAT A LA CORONACIÓ DE LA PORTA PRINCIPAL / DELS ESTUDIS GENERALS, / NOM QUE REBIA L'ACTUAL / UNIVERSITAT, A LA RAMBLA DELS ESTUDIS QUE FOU ENDERROCAT EL 1843. / L'ESCUT VA SER PRESERVAT PER LA REIAL ACADÈMIA DE BONES LLETRES DE BARCELONA DIPOSITAT AL MUSEU D'HISTÒRIA DE LA CIUTAT / I HA ESTAT NOVAMENT INSTAL·LAT A LA UNIVERSITAT DE BARCELONA EL DIA / 29-9-1989 | 1989                                                               | pedra sorrenca                              | Gran Via de les Corts Catalanes, 585 -Universitat de Barcelona- (entrada del Paranimf) 41° 23′ 12″ N, 2° 09′ 50″ E / 41.3867815°N,2.1637916°E     | 08019/2736-1  | Carregueu una nova foto d'aquesta obra                                                                           |
| Francesc Layret, Congrés de Cultura Catalana          | AQUÍ VISQUÉ I FOU ASSASSINAT / FRANCESC LAYRET / DEFENSOR DELS OPRIMITS / 1880 - 1920 | Ceràmica: Xavier Oliveras 1977                                     | ceràmica                                    | C. Balmes, 26 41° 23′ 16″ N, 2° 09′ 53″ E / 41.387860°N,2.164751887°E                                                                             | 08019/2739-1  | Francesc Layret · Carregueu una nova foto d'aquesta obra                                                         |
| Rehabilitació Escola Puríssima Concepció              | CONSELL ESCOLAR DEL C.P. [COL·LEGI PÚBLIC] PURÍSSIMA CONCEPCIÓ / EL DIA 17 D'ABRIL DE 1991, ELS NENS I NENES, / MESTRES I PARES CELEBREN LA INAUGURACIÓ / DE L'EDIFICI DE L'ESCOLA, REHABILITAT / PER L'AJUNTAMENT DE BARCELONA I / LA GENERALITAT DE CATALUNYA. PRESIDEIXEN L'ACTE L'EXCM. SR. PASQUAL / MARAGALL, ALCALDE DE BARCELONA, I / L'HBLE. SR. JOSEP LAPORTE, CONSELLER / D'ENSENYAMENT. | 1991                                                               | pedra calcària                              | Passatge Pla 41° 23′ 44″ N, 2° 10′ 06″ E / 41.39552°N,2.1682°E                                                                                    | 08019/2740-1  | Rehabilitació Escola Puríssima Concepció · Carregueu una nova foto d'aquesta obra                                |
| Eduard Toldrà                                         | EN AQUESTA CASA / VA VIURE / EL COMPOSITOR / EDUARD TOLDRÀ / 1895 - 1962 / La Societat General d'Autors i Editors (SGAE) / en el centenari del seu naixement. / Barcelona, 1 de març de 1995 | 1995                                                               | acer esmaltat                               | C. Girona, 133 41° 23′ 53″ N, 2° 10′ 01″ E / 41.39794°N,2.16691°E                                                                                 | 08019/2741-1  | Eduard Toldrà · Carregueu una nova foto d'aquesta obra                                                           |
| Camp del Barça del C. Indústria                       | EL / 14 DE MAIG DE 1909 / FOU INAUGURAT EL CAMP / DEL CARRER DE / “INDUSTRIA” / DEL / F.C. BARCELONA / AMB MOTIU DEL 75 / ANIVERSARI / BARCELONA NOVEMBRE / 1974 | 1974                                                               | granit negre                                | C. Comte Urgell, 252 41° 23′ 26″ N, 2° 08′ 52″ E / 41.3905°N,2.14775°E                                                                            | 08019/2742-1  | Camp del Barça del C. Indústria · Carregueu una nova foto d'aquesta obra                                         |
| Restauració del campanar de la Concepció              | LA RESTAURACIÓ D'AQUESTA FAÇANA, / DEL CAMPANAR I DE LES CAMPANES / HA ESTAT POSSIBLE GRÀCIES A: / MÚTUA GENERAL DE CATALUNYA / FUNDACIÓ / FEBRER 2003 | 2003                                                               | ferro                                       | C. Aragó, 299 41° 23′ 41″ N, 2° 10′ 02″ E / 41.39462°N,2.1671°E                                                                                   | 08019/2743-1  | Restauració del campanar de la Concepció · Modifica el valor a Wikidata · Carregueu una nova foto d'aquesta obra |
| Restauració parròquia Puríssima Concepció             | LA RESTAURACIÓ D'AQUESTA FAÇANA / DE LA PARRÒQUIA DE LA / PURÍSSIMA CONCEPCIÓ / HA ESTAT POSSIBLE GRÀCIES A: / MÚTUA / GENERAL DE CATALUNYA / FUNDACIÓ / OCTUBRE 2004 | 2004                                                               | bronze                                      | C. Roger de Llúria, 70 41° 23′ 41″ N, 2° 10′ 02″ E / 41.39462°N,2.1671°E                                                                          | 08019/2743-2  | Restauració parròquia Puríssima Concepció · Carregueu una nova foto d'aquesta obra                               |
| Paul Henry Spaak                                      | A la tardor de 1940 sojornaren aquí sots residència vigilada, el / Primer Ministre belga H. Pierlot i el Ministre d'Afers Estrangers / P.-H.Spaak. Llur coratge i el d'alguns altres va permetre realitzar / el projecte de fugida elaborat pel Cònsol General M.Jottard i / reconstruir així el govern legal belga a Londres. In the autumn of 1940, Belgian Prime Minister H.Pierlot and the / Minister of Foreign Affairs P.-H.Spaak stayed here under police / surveillance. Their courage and that of other led to their escape / according to a plan drawn up by the Consul General, M. Jottard / and thus to the re-establishment of the legal Belgian / Government in London. | c 1990                                                             | bronze                                      | Pg. de Gràcia, 68 41° 23′ 36″ N, 2° 09′ 50″ E / 41.39343°N,2.16392°E                                                                              | 08019/2745-1  | Paul Henry Spaak · Carregueu una nova foto d'aquesta obra                                                        |
| Francesc Tàrrega                                      | EL EXCMO. AYVNTAMIENTO DE BARCELONA / A LA MEMORIA DE / FRANCISCO TARREGA EIXEA / COMPOSITOR Y CONCERTISTA DE GVITARRA / EN EL CENTENARIO DE SV NACIMIENTO / NOVIEMBRE DE 1952 | 1952                                                               | marbre                                      | C. València, 234 -1er pis- 41° 23′ 25″ N, 2° 09′ 37″ E / 41.39029°N,2.16025°E                                                                     | 08019/2746-1  | Francesc Tàrrega · Carregueu una nova foto d'aquesta obra                                                        |
| Josep Samitier                                        | En aquest lloc va néixer / Josep Samitier i Vilalta / (1902 - 1972) / figura mítica del Barça i del futbol català / Any del Centenari - Fòrum Samitier / Ajuntament de Barcelona / Febrer de 2003 | 2003                                                               | acer inoxidable                             | C. Comte d'Urgell, 194 41° 23′ 17″ N, 2° 09′ 04″ E / 41.38793°N,2.15118°E                                                                         | 08019/2747-1  | Josep Samitier · Carregueu una nova foto d'aquesta obra                                                          |
| Enric Granados                                        | AQUESTA CASA ES LA / DARRERA / QUE HABITÁ / EL MESTRE / ENRIC / GRANADOS / GLORIA DE LA MUSICA / ESPANYOLA. / NESCUT A LLEIDA / A XXVII DE JVLIOL / DE MCCMLXVII / ELL I SA ESPOSA / MORIREN AL CANAL / DE LA MANXA / VICTIMES DEL / TORPEDEIX / DEL SVSSEX / XXIV MARÇ MCMXV / EL CIRCULO ARTISTICO / DEDICA AQUESTA MEMORIA | Escultor: Joan Borrell i Nicolau 1916                              | bronze                                      | C. Girona, 20 41° 23′ 30″ N, 2° 10′ 32″ E / 41.39167°N,2.17552°E                                                                                  | 08019/2749-1  | Enric Granados · Carregueu una nova foto d'aquesta obra                                                          |
| Joan Giné i Partagás                                  | El Doctor / JOAN GINÉ I PARTAGÀS / (1836 - 1903) / Metge insigne, impulsor de la medicina moderna / a Catalunya, visqué en aquesta casa / HOMENATGE DEL COL·LEGI OFICIAL DE METGES DE BARCELONA, / AMB MOTIU DEL CENTENARI / DE LA SEVA MORT / Barcelona, 17 de desembre de 2003 | 2003                                                               | marbre verd                                 | Rambla Catalunya, 116 41° 23′ 42″ N, 2° 09′ 31″ E / 41.3949°N,2.1585°E                                                                            | 08019/2750-1  | Joan Giné i Partagás · Carregueu una nova foto d'aquesta obra                                                    |
| Nèstor Luján                                          | ESPAI NÈSTOR LUJÁN / DEL 1975 AL 1995 / VA VIURE I ESCRIURE / A LA CASA NÚM 126 / L'ESCRIPTOR I PERIODISTA / NÈSTOR LUJÁN (1922-1995) / Ajuntament de Barcelona | 1996                                                               | marbre blanc                                | C. Enric Granados amb av. Diagonal 41° 23′ 41″ N, 2° 09′ 12″ E / 41.39471°N,2.15337°E                                                             | 08019/2751-1  | Nèstor Luján · Carregueu una nova foto d'aquesta obra                                                            |
| Inauguració Escoles C. Bruc                           | A LOS XVII DIAS DEL MES DE ENERO DE / MDCCCXCI, REINANDO S.M.D. / ALFONSO XIII Y SIENDO REINA / REGENTE S.M.Dª MARIA / CRISTINA EL EXCMO AYUNTO / CONSTAL. PRESIDIDO POR EL / EXCMO SR. ALCALDE / D. JOAN COLL / PUJOL INAUGURÓ LAS OBRAS DE ES- / TE EDIFICIO EN VIRTUD DE ACUERDO DE / XXX DE DICIEMBRE DE MDCCCXC. | 1891                                                               | pedra calcària                              | C. Bruc, 102 41° 23′ 44″ N, 2° 10′ 05″ E / 41.3955°N,2.16818°E                                                                                    | 08019/2753-1  | Inauguració Escoles C. Bruc · Carregueu una nova foto d'aquesta obra                                             |
| Santiago Rusiñol                                      | GLORIA AL BUEN CATALAN QUE HACE A LA LUZ SUMISA / JARDINERO DE IDEAS. JARDINERO DE SOL / AL PINCEL Y A LA PLUMA. A LA BARBA Y LA RISA / CON QUE NOS HACE ALEGRE LA VIDA RUSIÑOL / RUBEN DARIO / LA SOCIEDAD GENERAL DE AUTORES DE ESPAÑA / MCMLXVII | 1967                                                               | marbre blanc                                | Pg. de Gràcia, 96 41° 23′ 44″ N, 2° 09′ 41″ E / 41.39546°N,2.16136°E                                                                              | 08019/2754-1  | Santiago Rusiñol · Carregueu una nova foto d'aquesta obra                                                        |
| Casa Golferics                                        | En agraïment al moviment veïnal que amb / la seva intervenció va fer possible que avui / celebrem el centenari d'aquest edifici, / recuperat per a l'us dels ciutadans. Casa Golferics, 1901-2001 / Ajuntament de Barcelona / Districte de l'Eixample. | 2001                                                               | bronze                                      | Gran Via de les Corts Catalanes. 491 -Casa Golferics- 41° 22′ 51″ N, 2° 09′ 23″ E / 41.38082°N,2.15639°E                                          | 08019/2755-1  | Casa Golferics · Carregueu una nova foto d'aquesta obra                                                          |
| Josep Alsina                                          | COL·LEGI / OFICIAL DE METGES / DE BARCELONA El Doctor / JOSEP ALSINA I BOFILL / Palafrugell (1904-1993) / Metge, acadèmic, humanista / Defensor dels valors democràtics i de les llibertats / nacionals de Catalunya / HOMENATGE DEL COL·LEGI OFICIAL DE METGES DE BARCELONA, / AMB MOTIU DEL CENTENARI DEL SEU NAIXEMENT / Barcelona, 17 de novembre de 2004. | 2004                                                               | granit                                      | C. València, 316 41° 23′ 43″ N, 2° 10′ 01″ E / 41.3953°N,2.16692°E                                                                                | 08019/2757-1  | Josep Alsina · Carregueu una nova foto d'aquesta obra                                                            |
| A Jaume Balmes                                        | JAIME BALMES PBRO / FILOSOFO Y PUBLICISTA / Natural de Vich / Autor de “El Criterio” / 1810 - 1848 / CALLE DE BALMES | Ceràmica: Joan Baptista Guivernau c. 1952                          | ceràmica                                    | C. Balmes, 1 41° 23′ 09″ N, 2° 10′ 01″ E / 41.3859524°N,2.1669673°E                                                                               | 08019/2758-1  | A Jaume Balmes · Carregueu una nova foto d'aquesta obra                                                          |
| Metro L2 - Estació Universitat                        | Generalitat de Catalunya / C.E.E. / PROJECTE COFINANÇAT / PER LA / GENERALITAT DE CATALUNYA / I LA / COMUNITAT ECONÒMICA / EUROPEA / FEDER / FONS EUROPEU DE DESENVOLUPAMENT REGIONAL | 1995                                                               | metacrilat                                  | Accés per pl. Universitat amb c. Aribau 41° 23′ 08″ N, 2° 09′ 49″ E / 41.385421°N,2.163619995°E                                                   | 08019/2759-1  | Metro L2 - Estació Universitat · Carregueu una nova foto d'aquesta obra                                          |
| Bartomeu Robert                                       | COL·LEGI OFICIAL DE METGES DE BARCELONA / En aquesta casa va viure / El Doctor / BARTOMEU ROBERT I YARZABAL / (1842 -1902) / Metge de gran prestigi universitari i acadèmic / Polític catalanista, fou Diputat a les Corts Espanyoles / i Alcalde de Barcelona / HOMENATGE DEL COL·LEGI OFICIAL DE METGES DE BARCELONA / AMB MOTIU DEL CENTENARI DE LA SEVA MORT / Barcelona, 27 de Novembre de 2002 | 2002                                                               | granit                                      | Gran Via de les Corts Catalanes, 622 41° 23′ 17″ N, 2° 10′ 01″ E / 41.3880176°N,2.1668118°E                                                       | 08019/2760-1  | Bartomeu Robert · Carregueu una nova foto d'aquesta obra                                                         |
| Jacint Verdaguer                                      | “Dolça Catalunya, / pàtria del meu cor, / quan de tu s'allunya, / d'enyorança es mor.” Fragment de L'emigrant / De Jacint Verdaguer i Santaló (1845 - 1902) | 2002                                                               | acer inoxidable                             | Pl. Mossèn Jacint Verdaguer 41° 23′ 58″ N, 2° 10′ 10″ E / 41.39942°N,2.16953°E                                                                    | 08019/2762-1  | Jacint Verdaguer · Vegeu més fotos d'aquesta obra · Carregueu una nova foto d'aquesta obra                       |
| Jaume Perich                                          | A JAUME PERICH / EN EL DESÈ ANIVERSARI / DE LA SEVA MORT / MAIG 2005 Ajuntament de Barcelona / Districte de l'Eixample / A.V.V. DRETA DE L'EIXAMPLE | 2005                                                               | acer inoxidable                             | Gran Via de les Corts Catalanes, 657 bis -Jardí Jaume Perich- 41° 23′ 38″ N, 2° 10′ 23″ E / 41.39395°N,2.17309°E                                  | 08019/2763-1  | Jaume Perich · Carregueu una nova foto d'aquesta obra                                                            |